# Adonisea albafascia
Adonisea albafascia är en fjärilsart som beskrevs av Smith 1883. Adonisea albafascia ingår i släktet Adonisea och familjen nattflyn. Inga underarter finns listade i Catalogue of Life.